# 신념 논리
신념 논리(Doxastoc logic)는 이성과 믿음에 관란 논리의 한 형태이다.  이 용어는 고대 그리스어인 δοξα 에서 나왔다.  특히, 신념 논리는 βx 란 기호를 사용하며 " x가 그런 경우이다라고 믿어진다" 라는 뜻이다.  신념 논리에서는 믿음이 양상 연산자( modal operator )로 본다.
명제를 믿는 사람과 명제를 가져오는 형식 체계 사이에는 완벽한 평행이론이 성립한다.  신념 논리를 사용하여, 우리는 메타논리학의 괴델의 불완전성 정리의 인식 논리의 반대부분과 뢰프의 정리를 설명할 수 있다.

## 같이 보기
- 인식 논리
- 조지 불로스
- 야코 힌티카
- 양상 논리
- 레이먼드 스멀리언